# 小坂北インターチェンジ

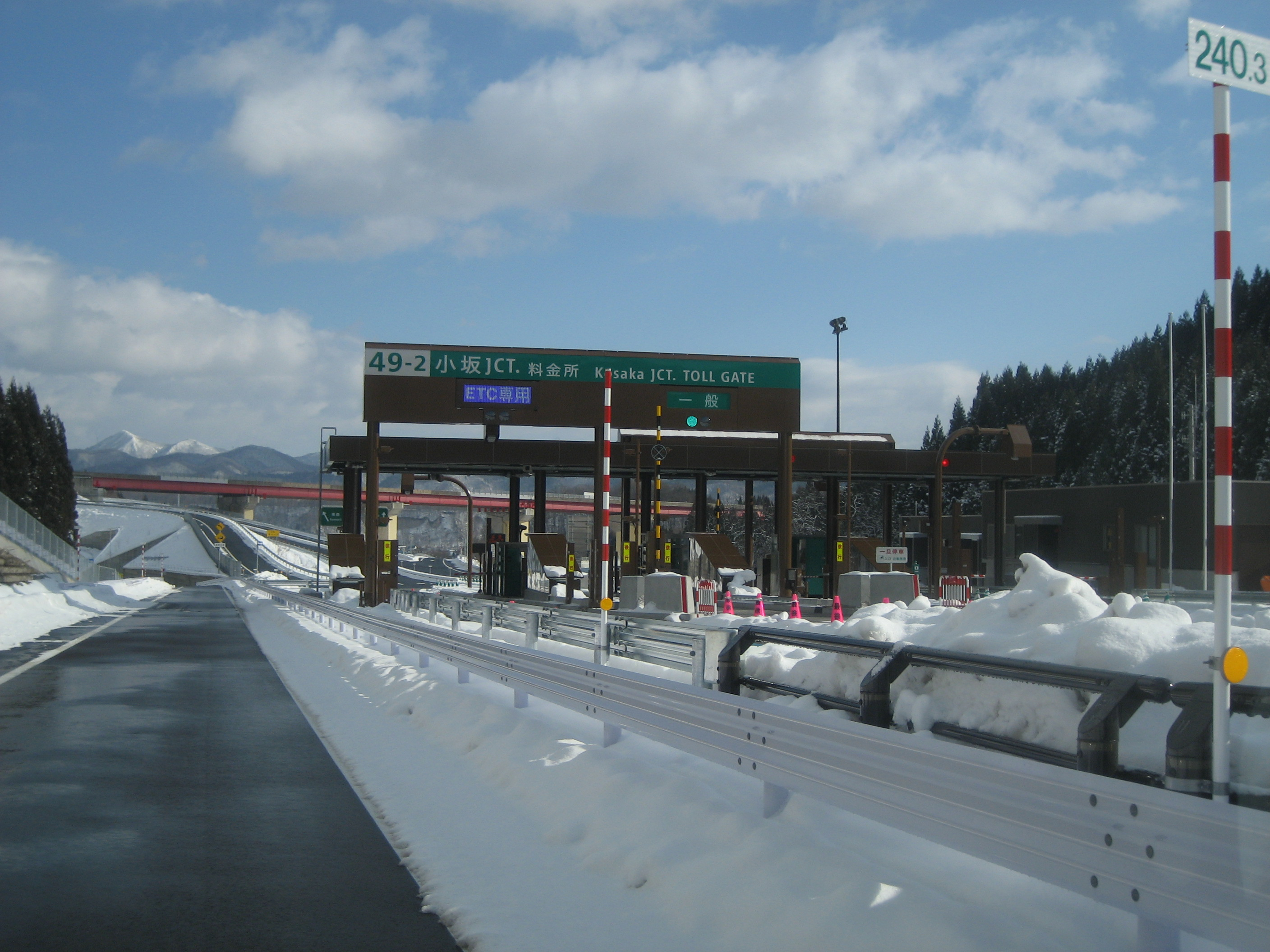
小坂JCT料金所（小坂北ICのランプウェイから撮影）

小坂北インターチェンジ（こさかきたインターチェンジ）は、秋田県鹿角郡小坂町にある秋田自動車道のインターチェンジ (IC)（地域活性化インターチェンジ）である。小坂ジャンクション(JCT) に近接しており、東北自動車道の本線料金所である小坂ジャンクション料金所を併設する。
仮称は「小坂西インターチェンジ」（こさかにしインターチェンジ）であった。

## 概要
当ICは秋田自動車道への出入りのみ利用可能なハーフインターチェンジとなっており、小坂JCTで接続する東北自動車道とは流出入できない構造になっている。当初の計画では当ICを設置する予定は無かったが、小坂町の要望により地域活性化インターチェンジとして追加された。
また、当ICに併設して小坂JCT料金所が設置されている。なお、東北自動車道から秋田自動車道への出口レーンの一般ブースは料金精算機が設置されており、自分で料金を精算する。

## 歴史
- 2012年（平成24年）4月20日 : 地域活性化インターチェンジとして「小坂西インターチェンジ」の名称で日本海沿岸東北自動車道に連結許可される[3]。
- 2013年（平成25年）11月30日 : 大館北ICと小坂JCT間の開通に伴い、小坂北ICと小坂JCT料金所の供用を開始する[4]。

## 接続道路

### 直接接続
- 小坂町道新遠部線

### 間接接続
- 国道282号

## 小坂JCT料金所
- ブース数：4

### 小坂JCT・東北道方面
- ブース数：2
  - ETC専用：1（時間帯によってはETC・一般）
  - 一般：1

### 大館北IC・秋田方面
- ブース数：2
  - ETC専用：1（時間帯によってはETC・一般）
  - 一般：1

## 隣
E7 秋田自動車道
(27)大館北IC - 釈迦内PA - (28)小坂北IC / (49-2)小坂JCT料金所 - (49-2)小坂JCT